# Erwin Stein
Erwin Stein (Altendiez, 5 de julio de 1931 – Hannover, 19 de diciembre de 2018) fue un ingeniero alemán, profesor de ingeniería mecánica en la Universidad de Hannover.
Stein comenzó sus estudios asistiendo a una escuela en Limburgo del Lahn y en 1951 comenzó a estudiar ingeniería civil y matemáticas en la Universidad Técnica de Darmstadt. En 1958, después de graduarse de dicha universidad, trabajó como ingeniero estructural en una firma de ingenieros en Hagen, en donde destacó por realizar los cálculos de un puente de carretera de hormigón pretensado. En 1959 comenzó a desempeñarse como profesor asistente en la Universidad de Stuttgart, donde recibió su doctorado en 1964 por su trabajo «El método Trefftz para vigas, placas y carcasas» (Die Trefftz-Methode für Balken, Platten und Schalen (en alemán)) y, en 1969, recibió su habilitación por su trabajo «Acoplamiento de elementos finitos y método Trefftz extendido para placas y carcasas con interferencia de bordes» (Die Trefftz-Methode für Balken, Platten und Schalen (en alemán)).
Desde 1971 se desempeñó como profesor titular de Mecánica y posteriormente, en 1978, después de cambiar el nombre de la asignatura, como profesor de mecánica numérica en la Universidad de Hannover. Entre 1972 y 1999 también se desempeñó como ingeniero de pruebas en análisis estructural en Baja Sajonia. De 1978 a 1981 fue decano de la Facultad de Ingeniería Civil y Topografía. En 1986 fue profesor visitante en la Universidad de Maryland y en la Universidad de California en Berkeley. Entre 1985 a 2004 fue coeditor de la revista de mecánica numérica e informática Civil Engineer (Zeitschrift Bauingenieur (en alemán)).
Stein es considerado uno de los autores más destacados de mecánica numérica. Publicó más de 375 artículos científicos y tuvo 72 estudiantes de doctorado. De todos sus alumnos, 24 se convirtieron en profesores.
Stein también fue conocido por sus trabajos basados en los inventos técnicos de Gottfried Wilhelm Leibniz, en especial una máquina de transmisión binaria de cuatro especies, la cual diseñó en varias versiones y extensiones junto con Franz Otto Kopp.
Entre 1987 y 1997 formó parte del consejo administrativo del Comité Alemán de Mecánica Dekomech y entre 1990 y 1996 fue su secretario.
Falleció en Hannover, el 19 de diciembre de 2018, a la edad de 87 años.